# Jim Ross (hockey sobre hielo)
James "Jim" Ross (20 de mayo de 1926 - 1 de enero de 2016) fue un jugador profesional de hockey sobre hielo escocés y canadiense. Jugó como defensa desde 1944 hasta 1955. Jugó 62 partidos en la Liga Nacional de Hockey (NHL) para los Rangers de Nueva York.
Ross nació en Edimburgo. Más tarde se mudó a Toronto, Ontario, Canadá. Su esposa, Margaret, murió en 2008. Tuvieron cuatro hijos.
Ross murió el 1 de enero de 2016 en Woodstock, Ontario, a la edad de 89 años.